# Crockett (Kalifornia)
Crockett statisztikai település az USA Kalifornia államának Contra Costa megyéjében. Lakosainak száma 3242 fő (2020. április 1.).

## Népesség
A település népességének változása:

| 2010 | 3 094 |
| 2020 | 3 242 |